# Bicicleta con transmisión por eje

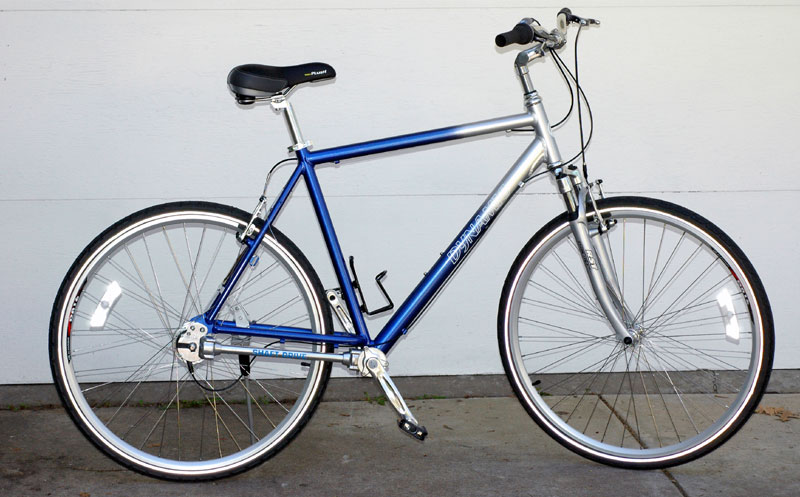
Bicicleta con transmisión por eje Dynamic "Runabout" 7

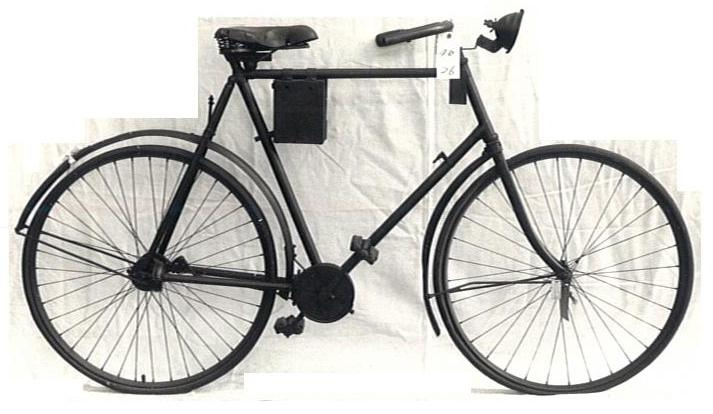
Antigua bicicleta con cardán "Quadrant"

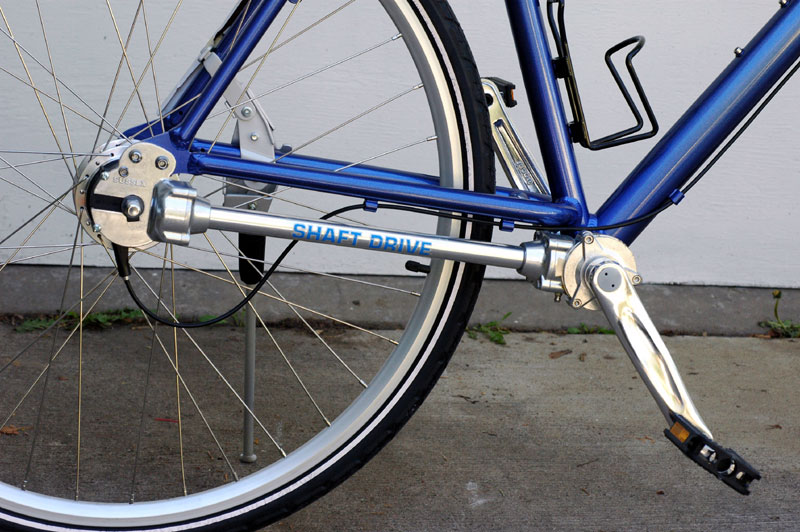
Vista general del mecanismo

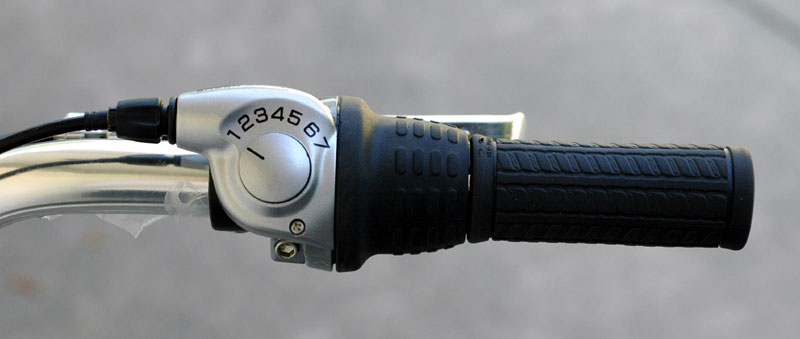
Mecanismo de cambio en la parte derecha del manillar

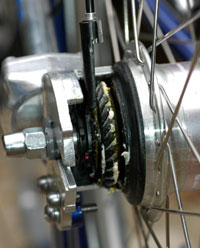
Corona biselada en la rueda trasera de la bicicleta

Una bicicleta con transmisión por eje (o también denominada con transmisión cardán, o bicicleta sin cadena) se caracteriza por utilizar un eje de transmisión en lugar de una cadena para transmitir la potencia de los pedales a la rueda trasera. Las bicicletas con transmisión por eje se introdujeron hace más de un siglo, pero en su mayoría fueron sustituidas por los modelos con transmisión por cadena, debido al desarrollo del cambio con piñones y al desviador. Recientemente, debido a los avances en la tecnología de engranajes internos, se ha introducido una pequeña cantidad de bicicletas modernas impulsadas por ejes.

## Características generales
Las bicicletas impulsadas por ejes tienen una gran corona biselada donde una bicicleta convencional tendría el plato. Esta corona engrana con otro engranaje también biselado montado en el eje de transmisión. El uso de engranajes cónicos permite que el eje de la transmisión esté girado 90° con respecto al eje de los pedales. El eje de transmisión tiene a su vez otro engranaje cónico cerca del cubo de la rueda trasera, que se engrana con otra corona cónica en situada donde una bicicleta convencional tendría los piñones, que con un nuevo giro de 90° sitúa el par de giro paralelo al de los pedales.
Los cambios de 90° del plano de transmisión que se producen en el eje pedalier y nuevamente en la rueda trasera usan engranajes cónicos con un rendimiento muy eficiente, aunque se podrían utilizar otros mecanismos, como por ejemplo juntas Hobson, tornillos sin fin o engranajes cónicos cruzados.
El eje de transmisión a menudo se acopla a un cambio interno, un sistema de engranajes ubicado dentro del cubo trasero. Existen distintos fabricantes de concentradores internos adecuados para su uso con sistemas de transmisión por eje, incluyendo a NuVinci, Rohloff, Shimano, SRAM y Sturmey-Archer. 

## Historia
Los primeros accionamientos por eje para bicicletas parecen haberse inventado de forma independiente en 1890 en los Estados Unidos y Gran Bretaña, lugar este último donde A. Fearnhead, del 354 Caledonian Road, North London, recibió una patente en octubre de 1891. Su prototipo utilizaba un eje dentro de un tubo situado en la posición aproximada de la parte superior de la cadena; los modelos posteriores situaron la barra de transmisión entre el eje del pedalier y el de la rueda trasera. En los Estados Unidos, Walter Stillman solicitó una patente para una bicicleta con eje el 10 de diciembre de 1890, que se otorgó el 21 de julio de 1891.
El eje no fue bien aceptado en Gran Bretaña, por lo que en 1894 Fearnhead lo llevó a los Estados Unidos, donde el coronel Pope de la firma de bicicletas Columbia compró los derechos estadounidenses exclusivos. Los fabricantes británicos adoptaron el sistema con retraso, con Humber particularmente implicado en su comercialización. Curiosamente, el más grande de todos los ingenieros diseñadores de bicicletas victoriano, el profesor Archibald Sharp, estaba en contra del eje; en su libro clásico de 1896 "Bicicletas y triciclos", escribe que "El mecanismo de Fearnhead... si las coronas biseladas pudieran mecanizarse con precisión y de forma económica con maquinaria, es posible que los engranajes de esta descripción puedan suplantar, en gran medida, el engranaje de transmisión por cadena, pero el hecho de que los dientes de las ruedas cónicas no se puedan fresar con precisión es un obstáculo serio para su éxito práctico".
En los Estados Unidos, la League Cycle Company los había fabricado desde 1893. Poco después, la compañía francesa Metropole comercializó su Acatane. En 1897, Columbia comenzó a comercializar agresivamente la bicicleta "sin cadena" que había adquirido a League Cycle Company.
Este tipo de bicicletas fueron moderadamente populares en 1898 y 1899, aunque las ventas eran mucho más pequeñas que las de las bicicletas normales, principalmente debido a su alto costo. Las bicicletas también eran algo menos eficientes que las bicicletas normales: sus pérdidas mecánicas en el engranaje alcanzaban aproximadamente el 8 por ciento, en parte debido a la limitada tecnología de fabricación en ese momento. La rueda trasera también era más difícil de desmontar para reparar un pinchazo, aunque muchas de estas deficiencias se han superado a finales del siglo XX.
En 1902, The Hill-Climber Bicycle Mfg. Company vendió una bicicleta de tres velocidades con eje de transmisión, en la que el cambio utilizaba tres juegos de engranajes cónicos. A pesar de que un pequeño número de bicicletas "sin cadena" siguieron estando disponibles, prácticamente desaparecieron durante la mayor parte del siglo XX. Sin embargo, todavía existe un nicho de mercado para las bicicletas "sin cadena", especialmente para los que viajan diariamente, y hay varios fabricantes que las ofrecen como parte de una gama más amplia o como un artículo especializado principal. Un ejemplo notable es Biomega en Dinamarca.

## Comparación del eje y de la cadena
Los accionamientos por eje funcionan con una tasa de eficiencia y rendimiento muy constante, sin ajustes ni mantenimiento, aunque su eficiencia ha sido inferior a la de una cadena lubricada y ajustada adecuadamente, posiblemente debido a un mecanizado o alineamiento de los engranajes cónicos no suficientemente precisos. Los accionamientos suelen ser más complejos de desmontar cuando se repara el neumático trasero, y el costo de fabricación suele ser más alto.
Un problema fundamental con los sistemas de transmisión por eje es el requisito de transmitir el momento de giro producido por el ciclista a través de engranajes cónicos, con radios mucho más pequeños que los piñones de bicicleta habituales. Esto requiere engranajes de alta calidad y una construcción de bastidor más pesada.
Dado que los accionamientos por eje requieren cambios internos para el cambio, acumulan todos los beneficios e inconvenientes asociados con dichos mecanismos.
La mayoría de las ventajas argumentadas a favor de la transmisión por eje se pueden obtener mediante el uso de una caja de cadena completamente cerrada. Algunas de las cuestiones que posibilita la transmisión por eje, como evitar que la ropa se manche de grasa o la entrada de suciedad, pueden satisfacerse mediante el uso de cubrecadenas. La menor necesidad de ajuste en las bicicletas con transmisión por eje también se aplica en una medida similar a la cadena o a las bicicletas con buje transmisión por correa. Además, no todos los sistemas de engranajes de cubo son compatibles con el eje de transmisión.

## Galería
|  |  |  |